# Attendorn
Attendorn település Németországban, azon belül Észak-Rajna-Vesztfália tartományban. Lakosainak száma 24 452 fő (2023. december 31.). Attendorn Finnentrop, Drolshagen és Olpe községekkel határos.

## Fekvése
Kasseltől nyugatra, Plettenbergtől délre fekvő település.

## Története

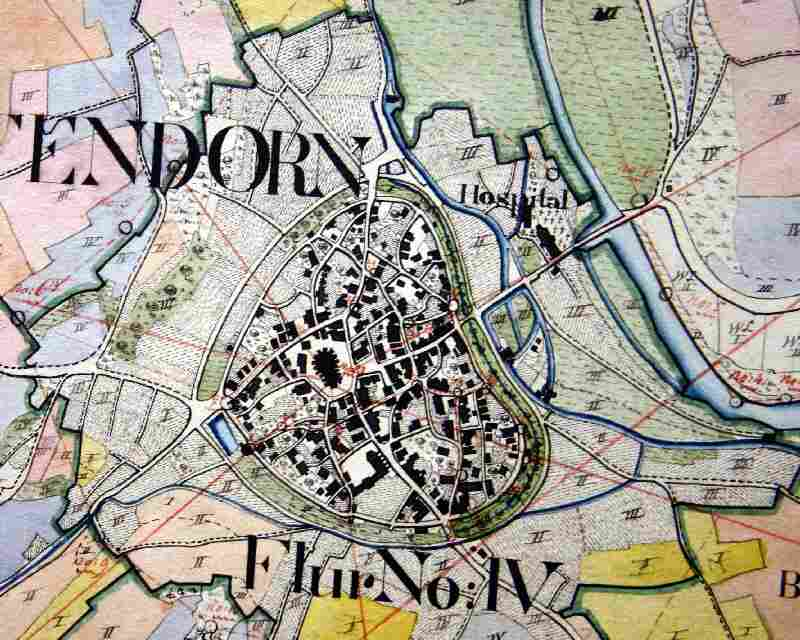
Attendorn egy régi térképen

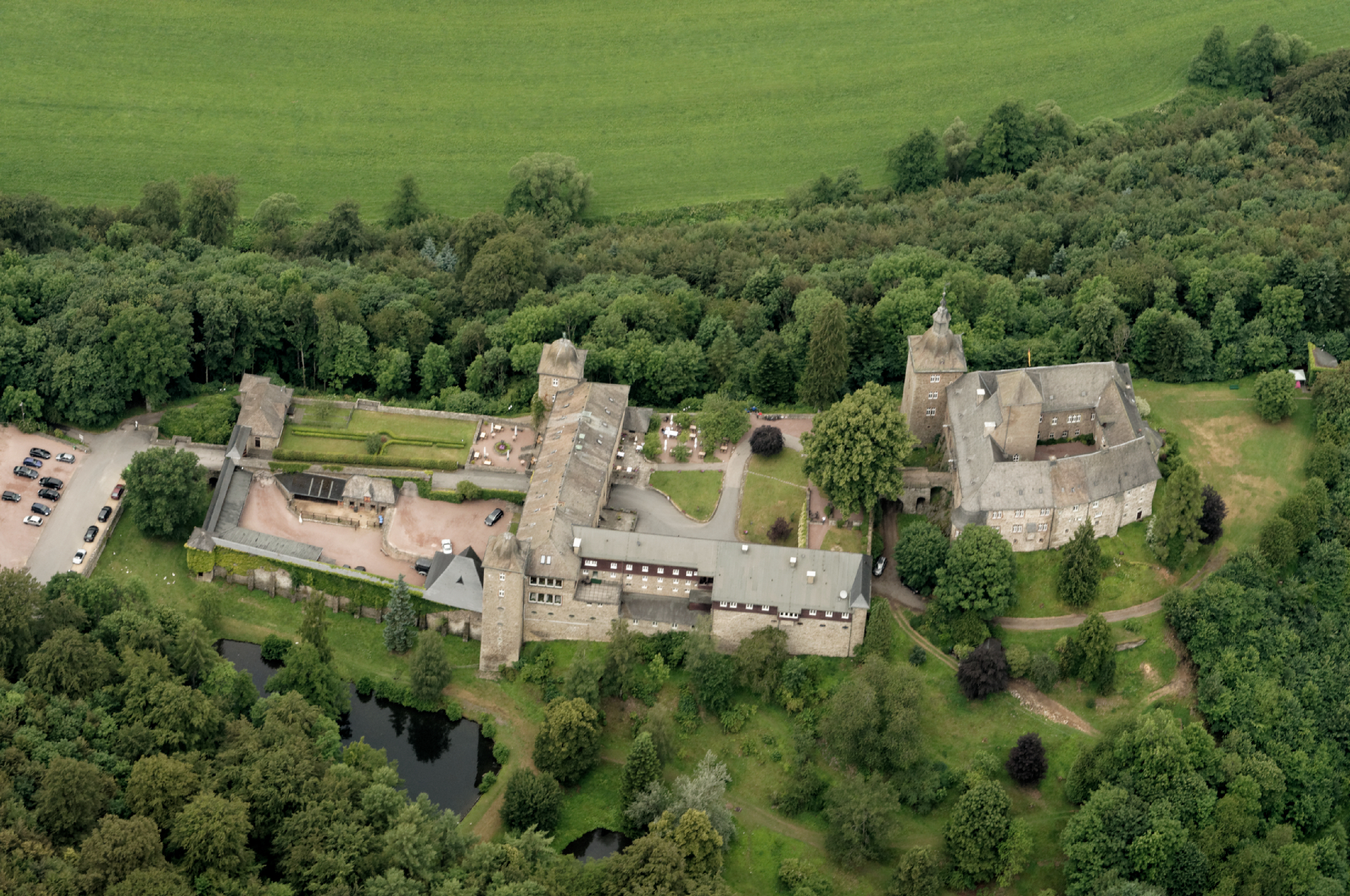
A Schnellenberg kastély légifelvételről

A város két főút kereszteződésében alakult ki. Alapítója a legenda szerint Atta hercegnő volt. Az itt épült kolostor alapító okirata volt Attendorn első dokumentációs említése. 1222-ben a kölni érsek Engelbert adott városi jogokat a településnek.
Attendorn a német Hanza-szövetségnek  csak közvetett tagja volt, ezért a nagy hanza-napokon Soest város képviselte.
A 14. század eleje körül a város falain kívül egy kórház épült, templommal és temetővel.
1464-ben, 1597-ben, 1598-ban és 1613-ban is nagy pestisjárvány támadt a városra. Több alkalommal: 1613-ban, 1623-ban, 1656-ban, 1710-ben, 1732-ben, 1742-ben és 1783-ban is nagy tüzvész pusztított a városban.
A háborúk miatt is sokat szenvedett. Például Limburg örökösödési háború 1280-ban, Soest viszály 1444-1449 között, stb. A második világháború idején pedig a bombatámadásokban, és az 1945-ös lőszer robbanáskor súlyosan megsérült.

## Atta-Höhle cseppkőbarlang
Az Attahöhle cseppkőbarlang az Ebbe-hegység természetvédelmi parkjában található. A geológusok feltételezése szerint a barlang mintegy 400 millió éves. Csodálatos cseppkőképződményeit a mészkőbe szivárgó vízcseppek alakították ki. Attahöhlét 1907-ben fedezték fel, 1925-ben bővítették, majd lépcsőkkel, korlátokkal, elektromos világítással szerelték fel, s a túristák számára parkolókkal, éttermekkel látták el.
Nevezetesebb termei: Központi csarnok, Felső csarnok, Kék barlang, Dicsőség-csarnok, Orgona-csarnok.

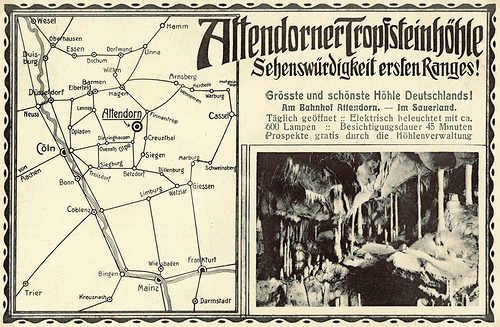
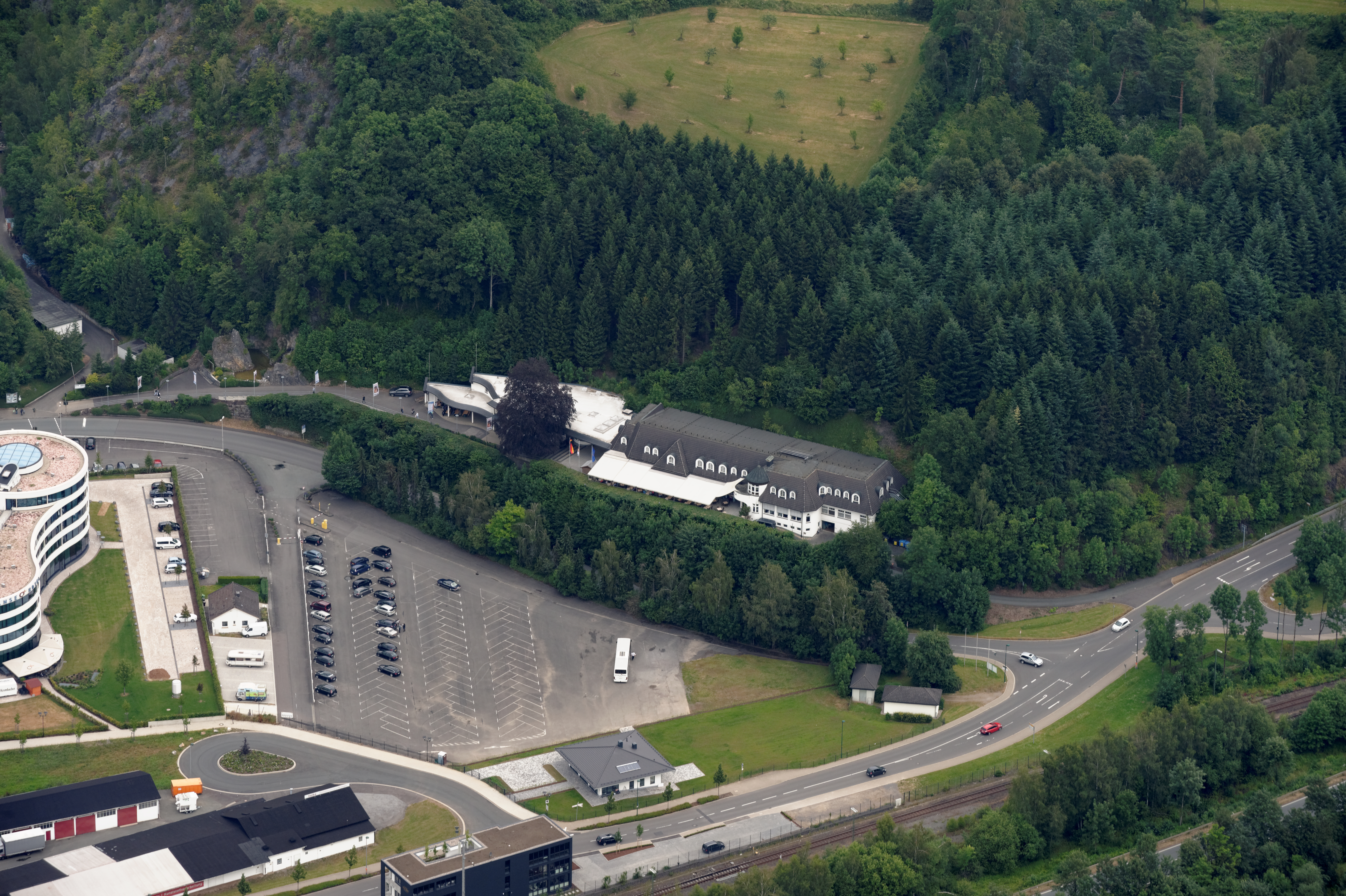
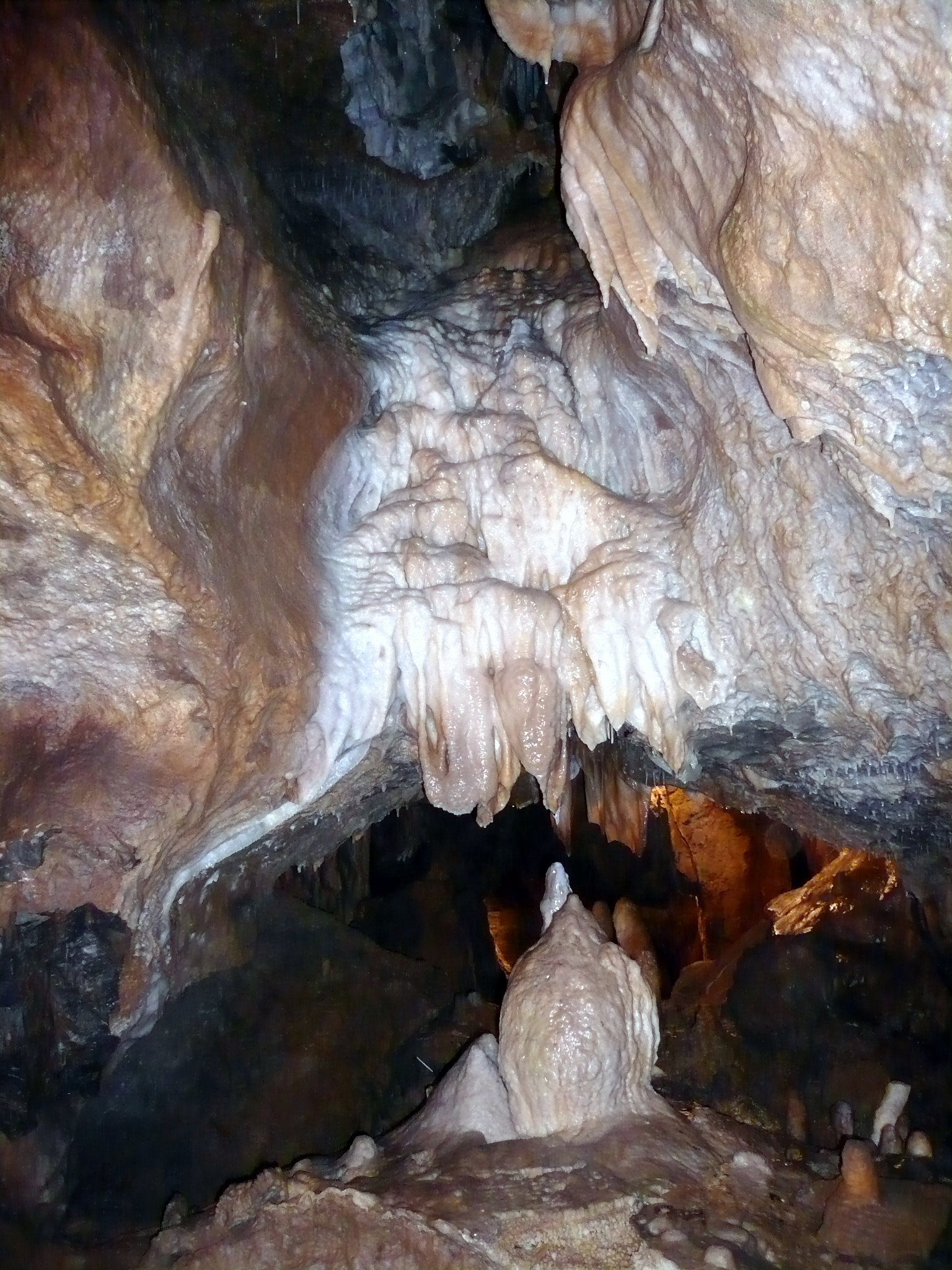
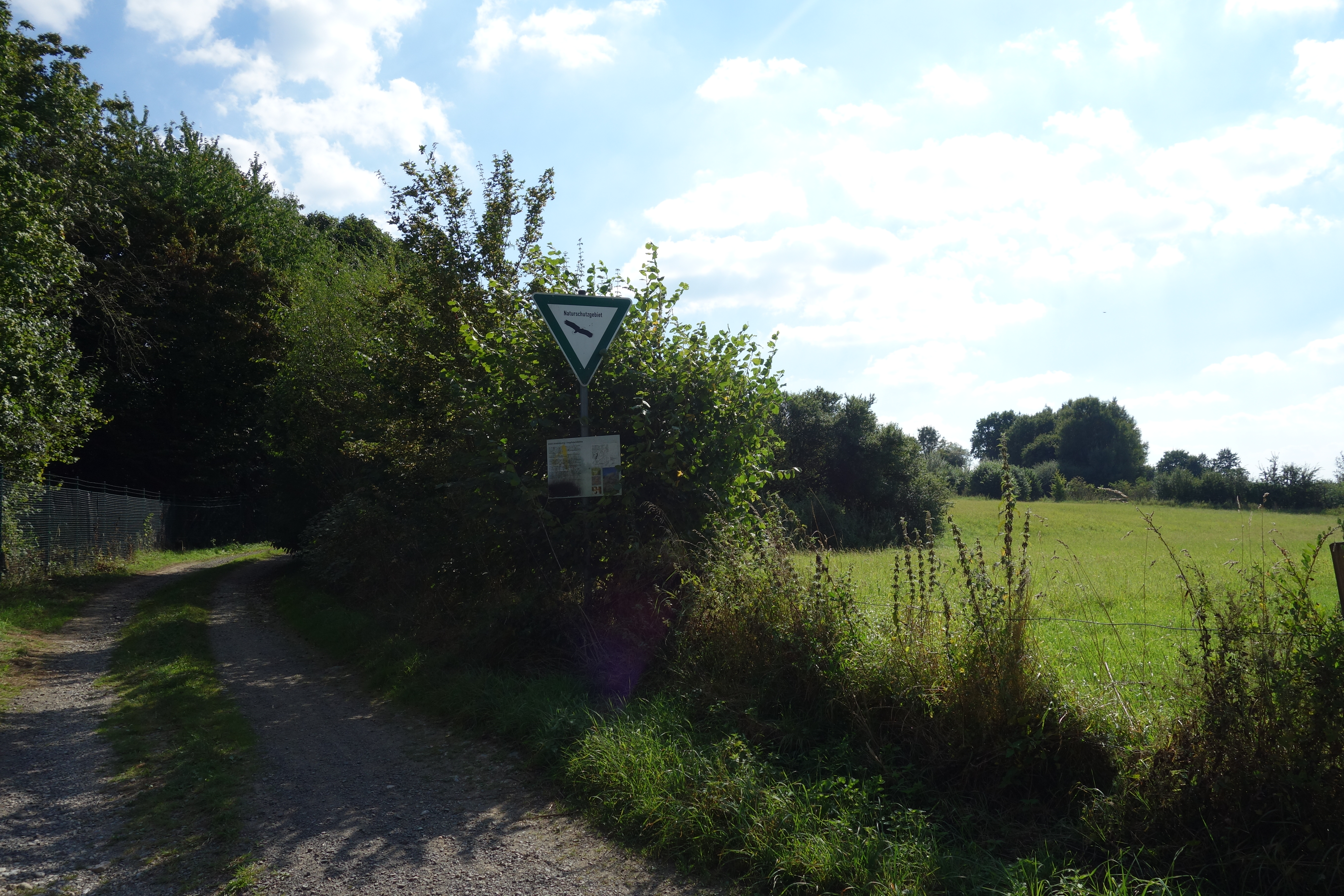

## Nevezetességek
- Plébániatemplom (Sauerländer Dóm) - a 14. századból való
- Régi városháza (Altes Rathaus)
- Schnellenberg-kastély (Hohenburg Schnellenberg) - A 16. században épült.
- Atta-Höhle cseppkőbarlang

## Itt születtek, itt éltek
- Johannes Rivius (1500–1553), pedagógus és teológus
- Johann Sasse (1640–1706), barokk faragó és szobrászművész
- Clemens Fahle (1856–1933), a Reichstag tagja
- Josef Mayworm (1877–1953), politikus (SPD), MdL, Attendorn polgármestere
- Otto Pöggeler (1928–2014), filozófus
- Alfred Schnüttgen (1930–1990), ferences pap és misszionárius
- Wolfgang Demtröder (született 1931), fizikus
- Franz Josef Becker (született 1936), sportoló
- Heiko Haumann (* 1945), történész és egyetemi tanár
- Gerhard Vigener (született 1946), német jogász és politikus (CDU)
- Rüdiger Höffer (* 1961), egyetemi tanár

## Galéria

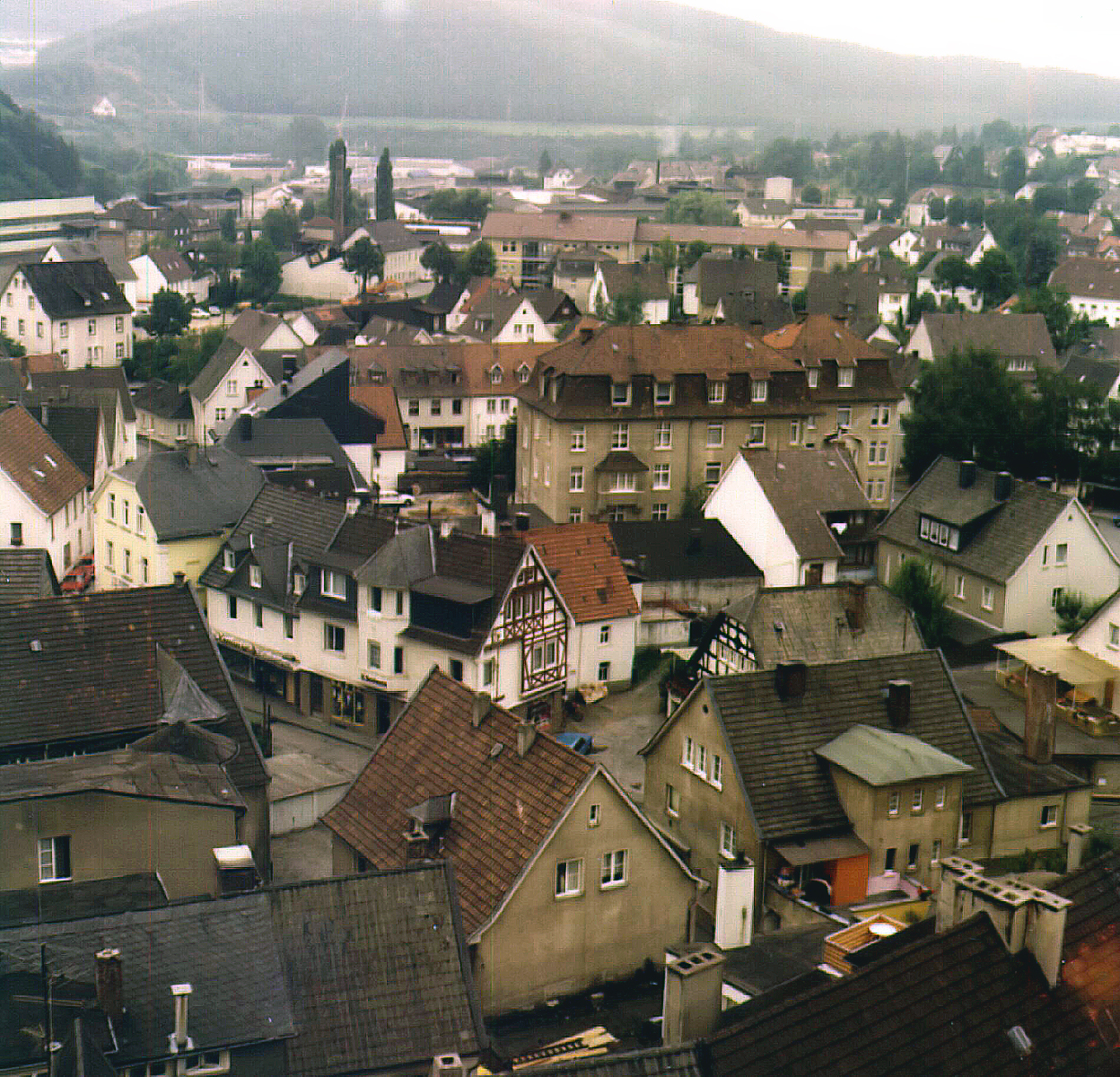
Attendorn
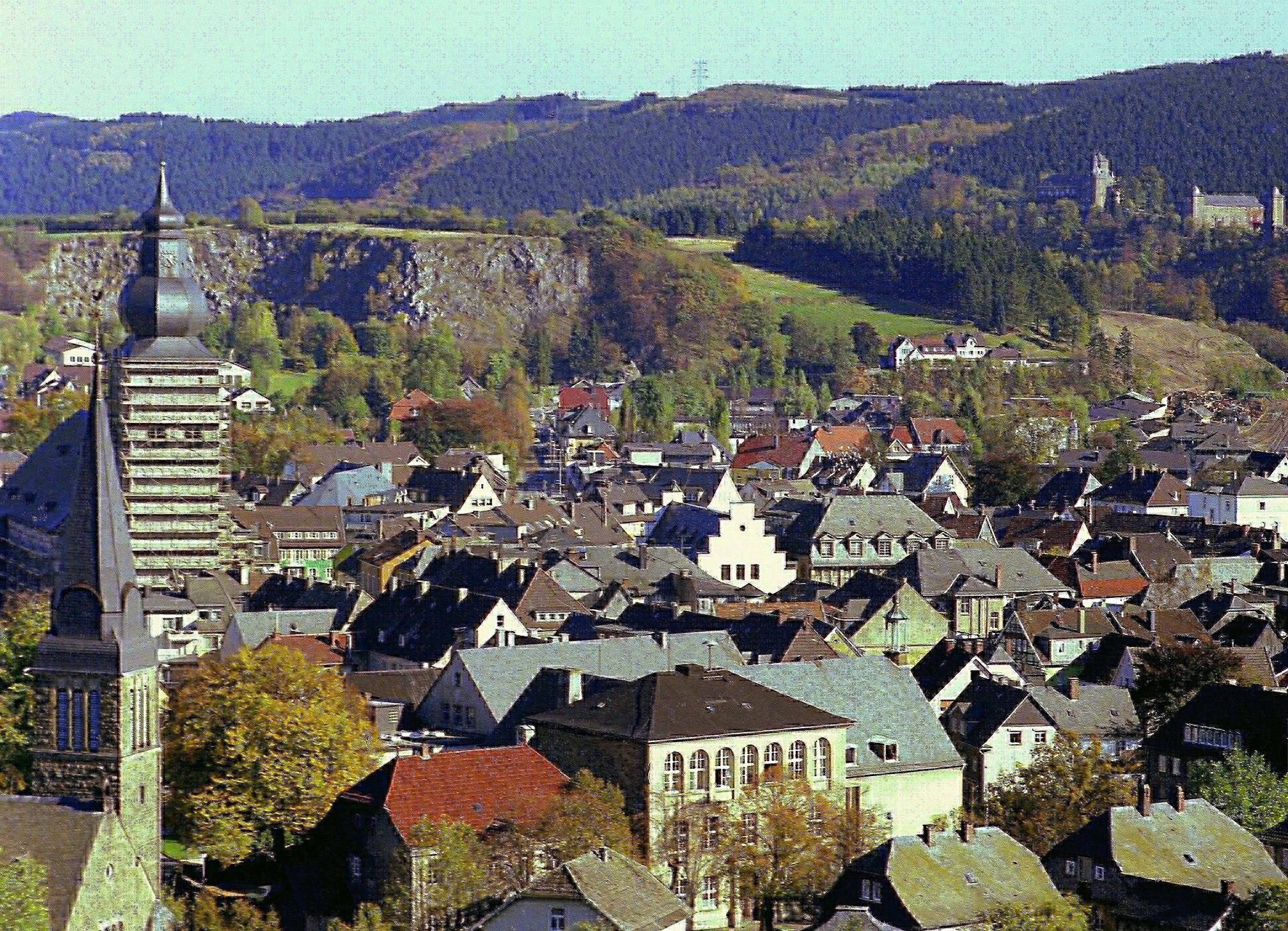
Attendorn, panoráma
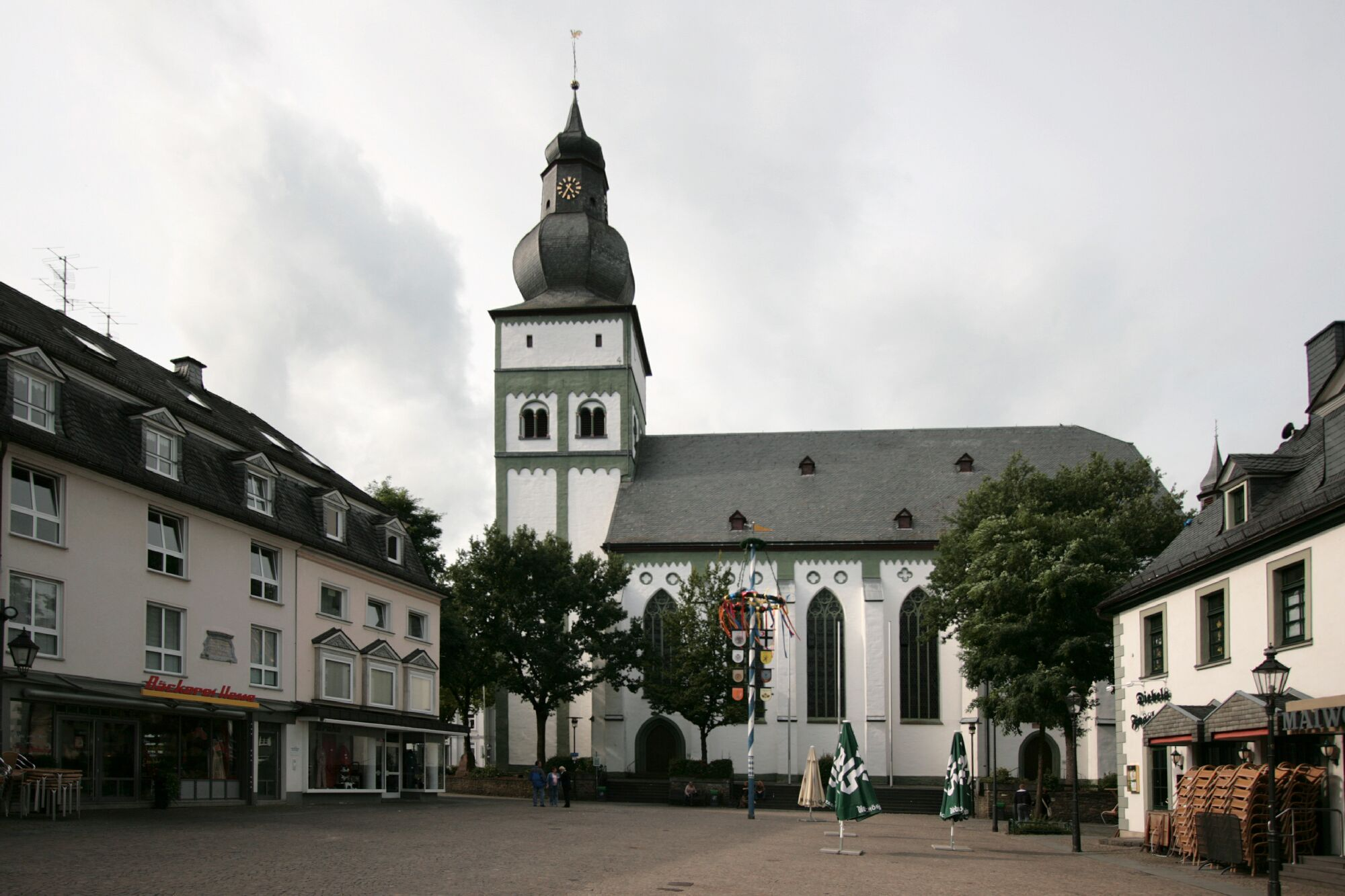
Dóm
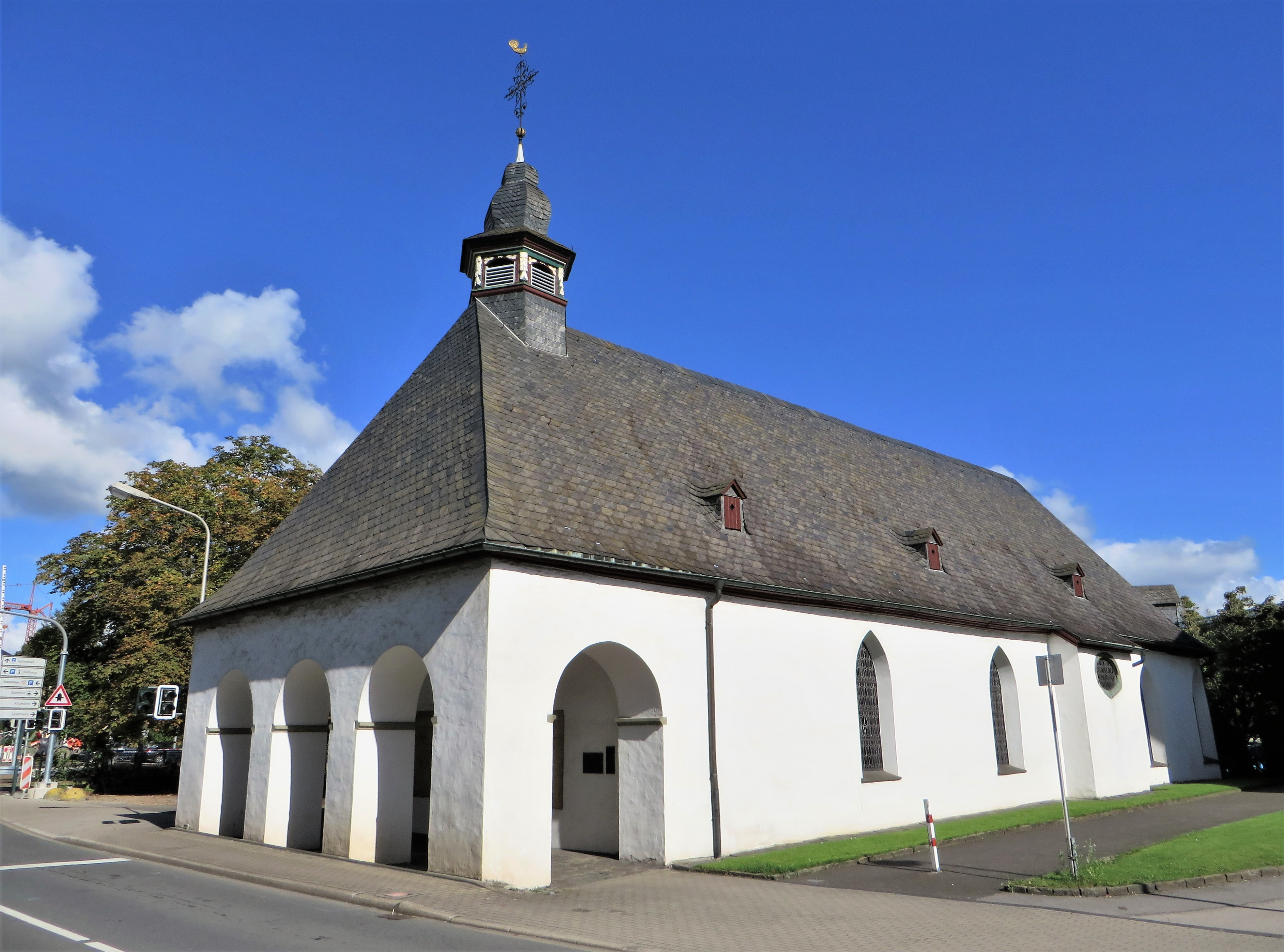
Attendorn, Am Wassertor
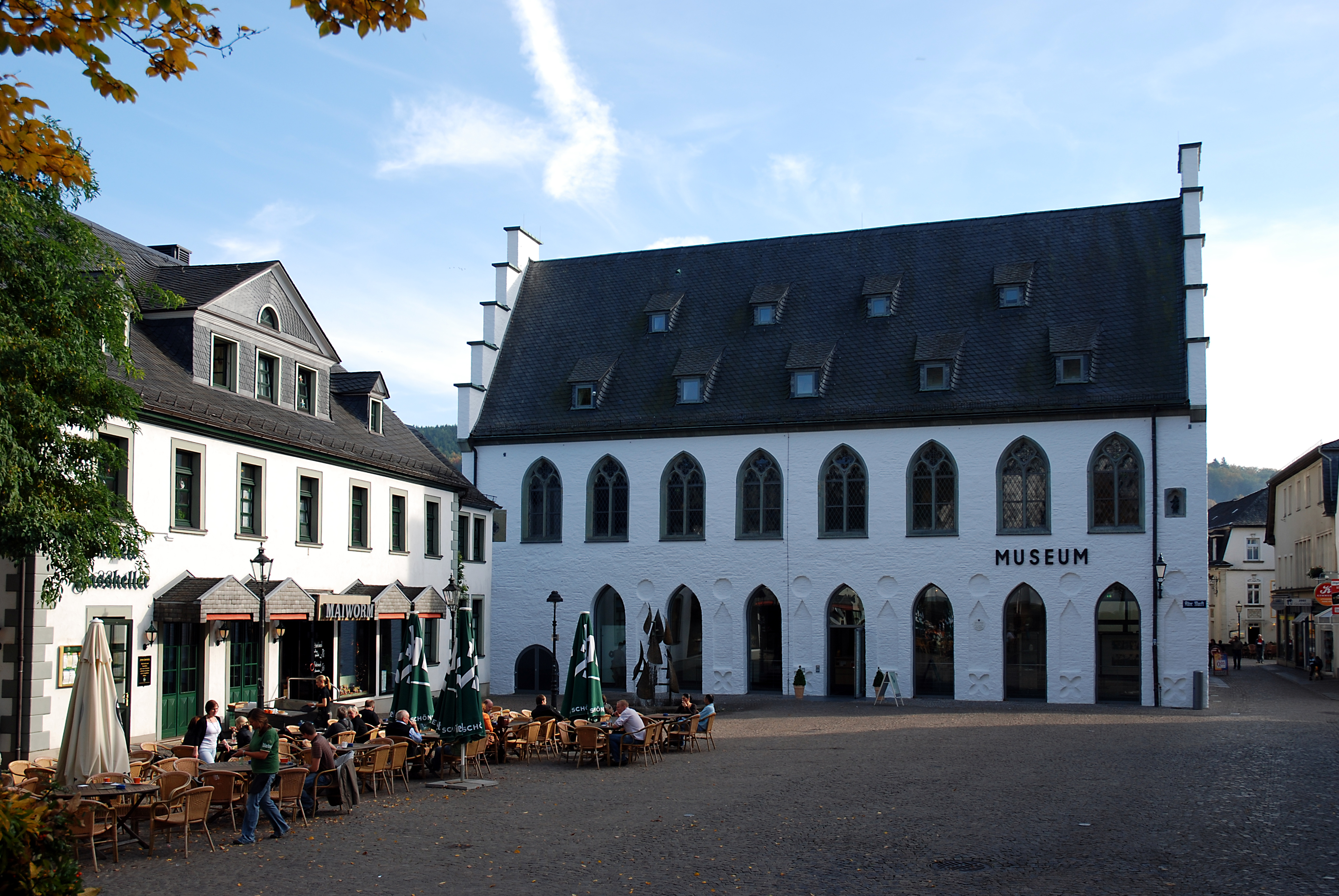
A múzeum épülete
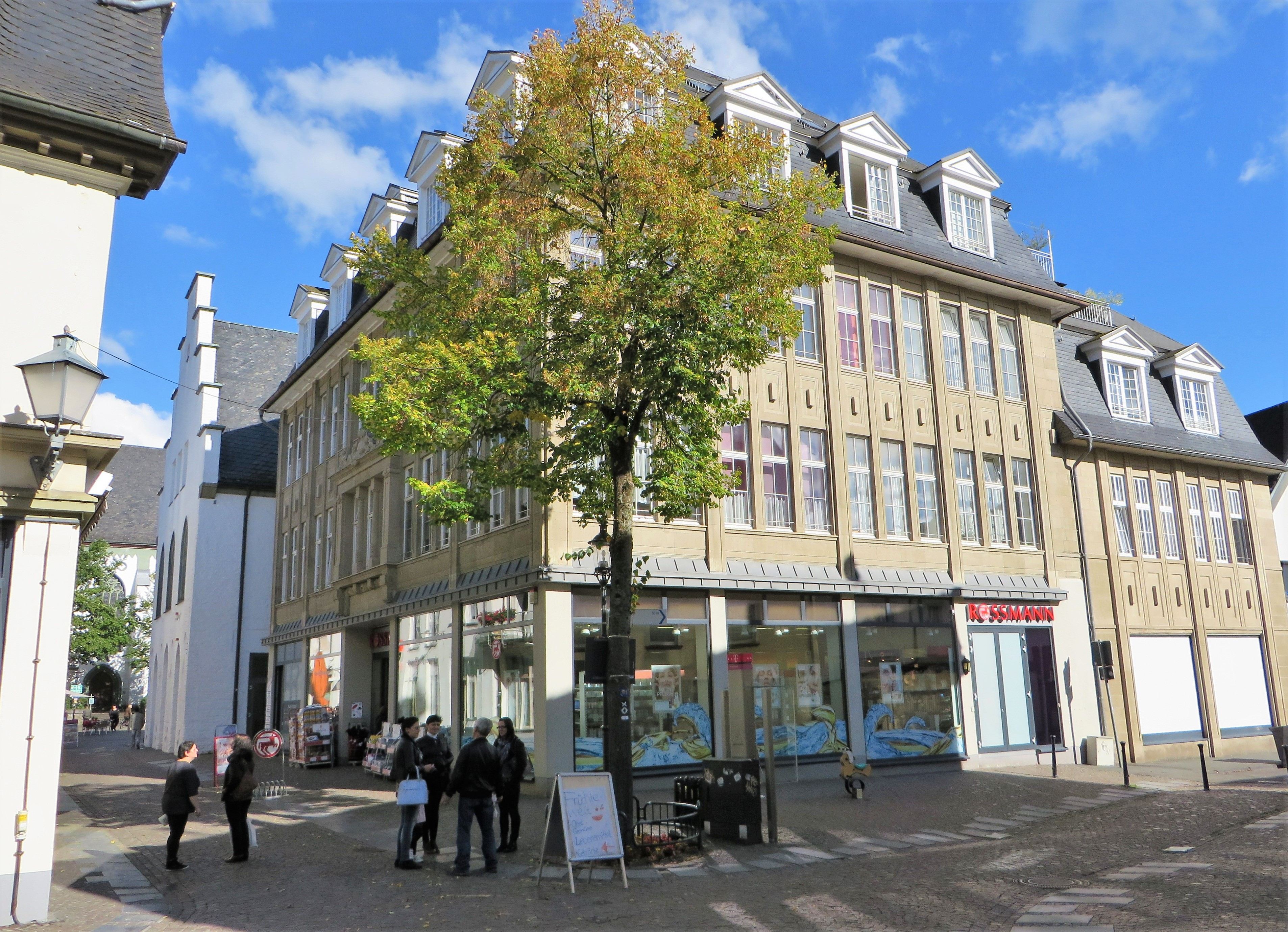
Attendorn, Wasserstraße
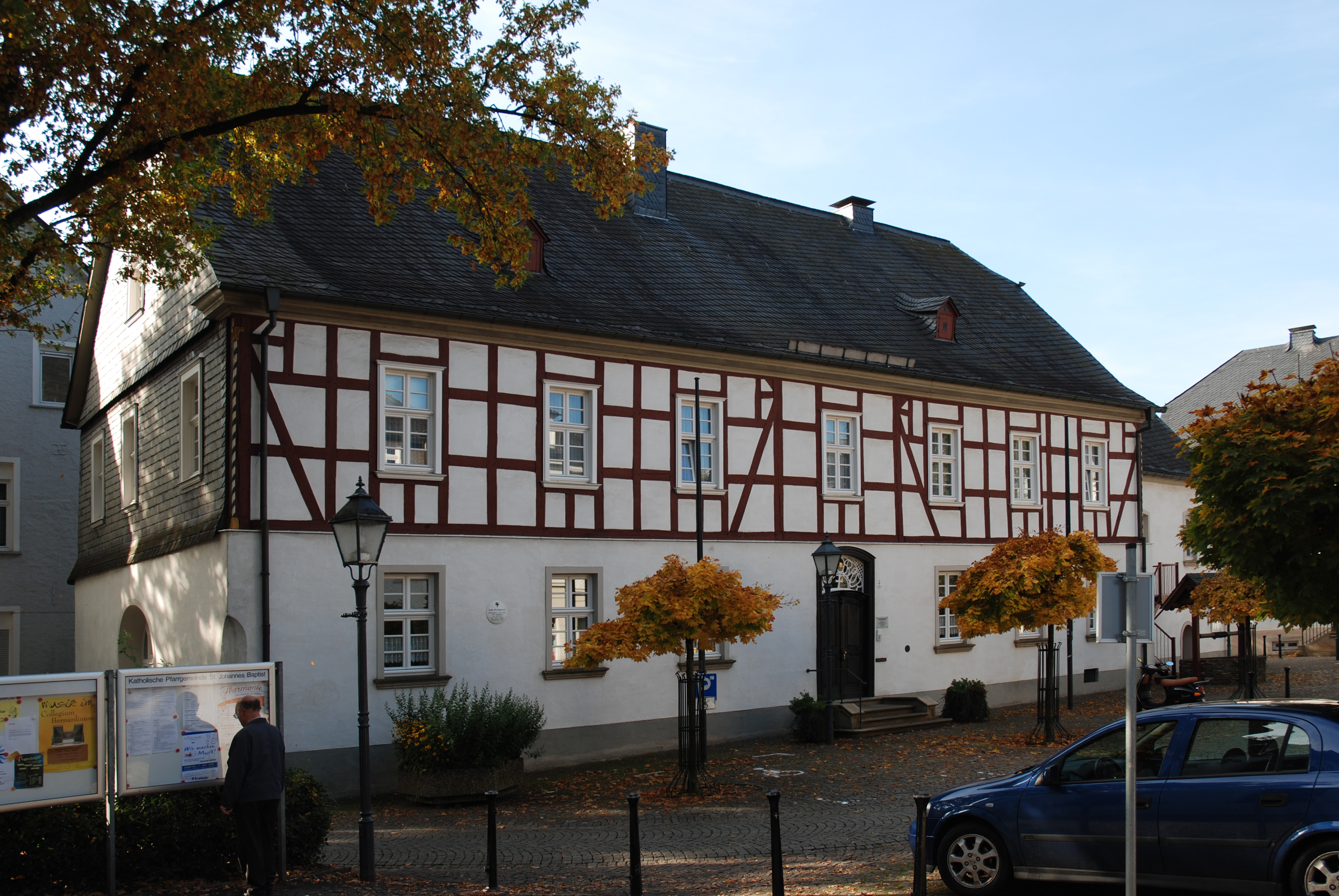
Attendorn, utcarészlet
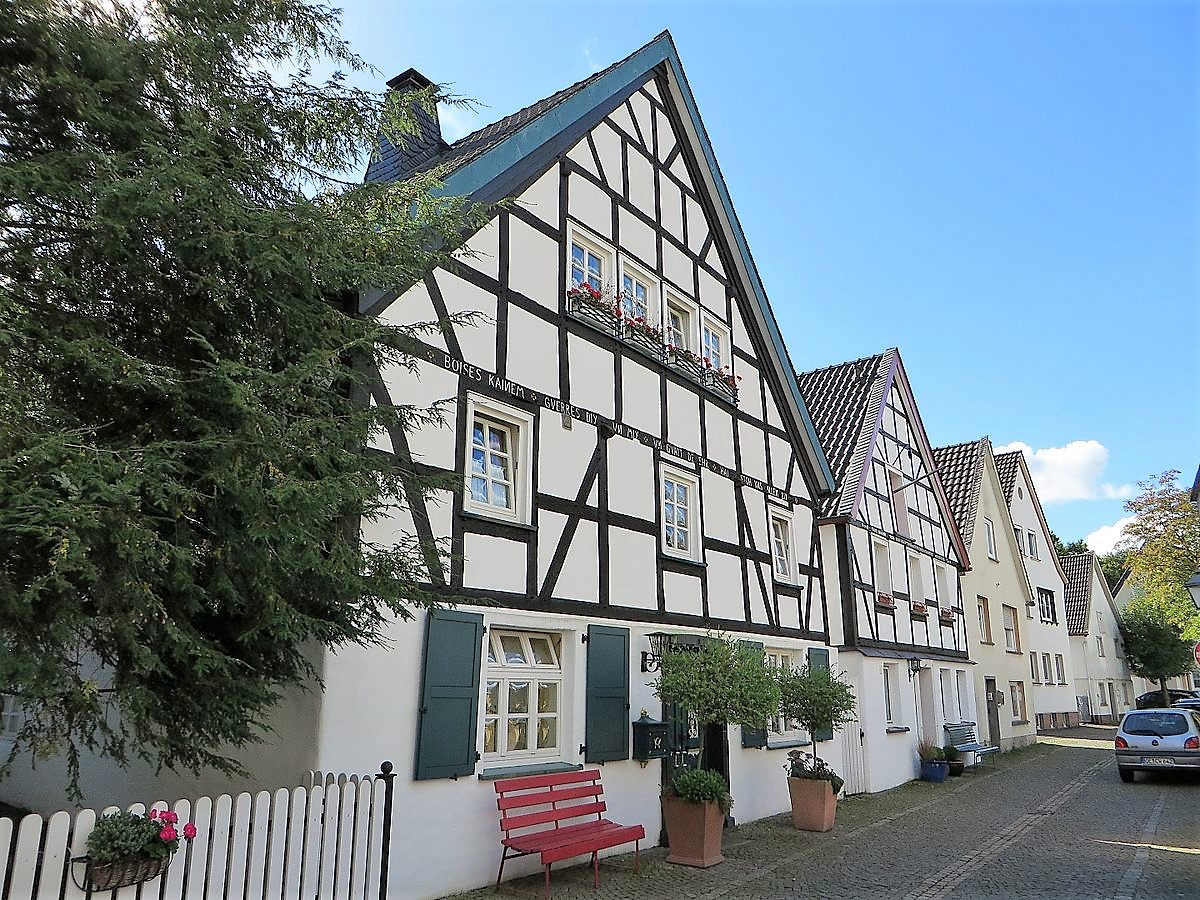
Attendorn, Vergessene Straße

## Népesség
A település népességének változása:
| Lakosok száma | 22 080 | 24 676 | 24 335 | 24 367 | 24 207 | 24 448 | 24 452 |
|               | 1975   | 2015   | 2017   | 2019   | 2021   | 2022   | 2023   |